# Caminho de desejo

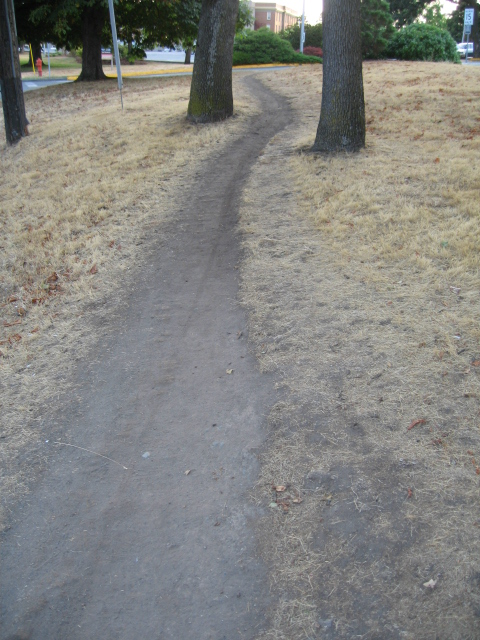
Um típico caminho de desejo

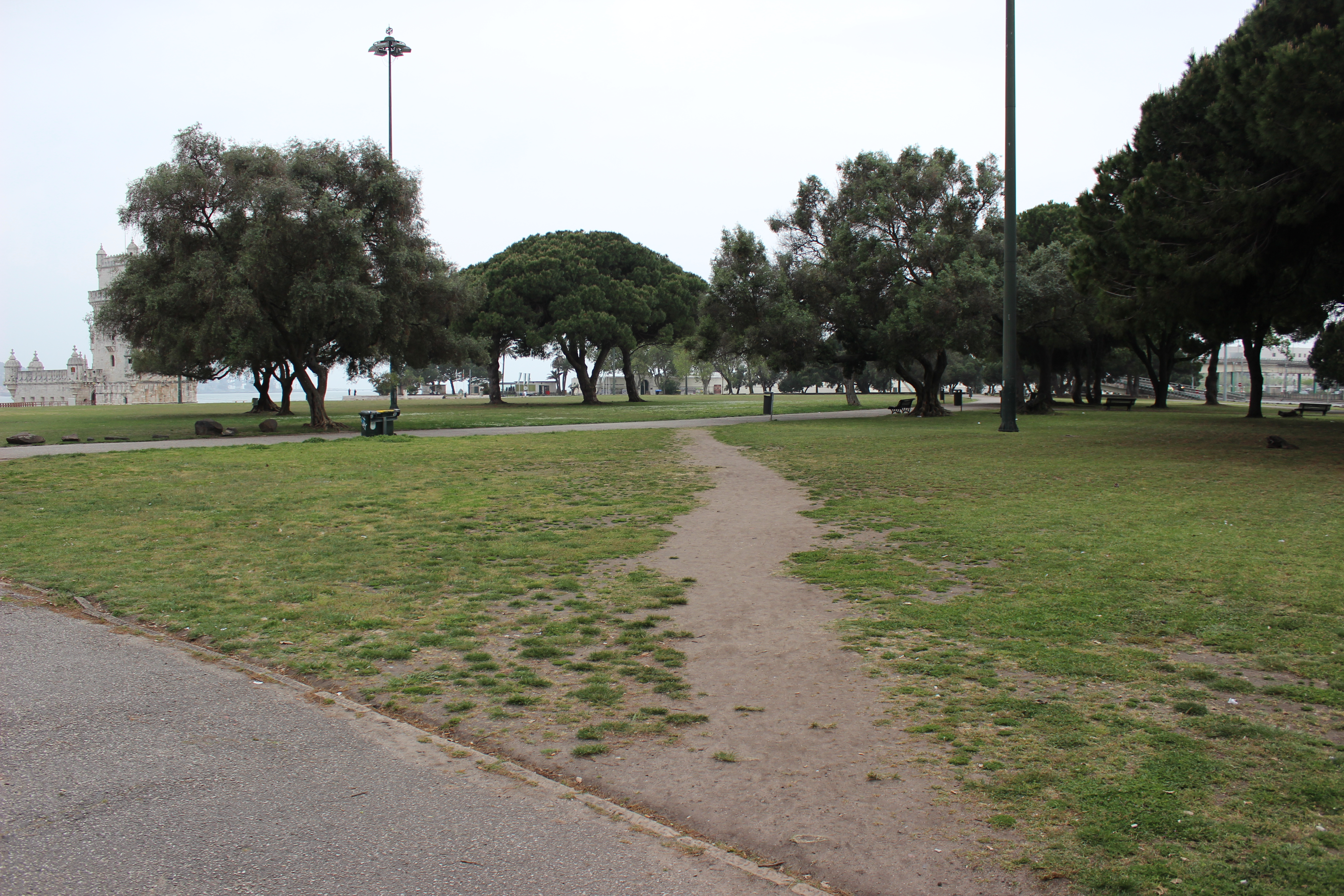
Linha de desejo em Lisboa. A passagem «oficial» é contornada pela linha mais frequentada por peões.

Um caminho de desejo ou linha de desejo é um caminho criado como consequência do tráfego pedonal ou animal através de locais com vegetação. Normalmente representa o caminho mais curto ou de mais fácil acesso entre dois pontos. A sua largura e o grau de erosão do solo são indicadores da quantidade de tráfego pedonal ou animal que lá passa. Estes caminhos surgem como atalhos quando as alternativas são demasiado longas, dão demasiadas voltas, ou não existem.
Os caminhos/linhas de desejo são invisíveis em solo artificializado em meio urbano mas facilmente observáveis em locais com vegetação ou cobertos por neve.

## Em meio natural
Estudos sobre caminhos de desejo mostraram em grande parte que os impactos nos solos e na vegetação ocorrem rapidamente, a partir da utilização mais precoce das linhas de desejo. Quinze passagens podem ser suficientes para ver o aparecimento de um trilho distinto, o que depois atrai outros utilizadores para o mesmo percurso.
As autoridades desenvolveram múltiplas técnicas para bloquear a criação de linhas de desejo, como cercas, áreas de vegetação densas ou sinalização. No entanto, os caminhantes continuam a ultrapassar estas barreiras. Como resultado, são feitas tentativas para evitar a necessidade de criar barreiras e restrições convergindo caminhos oficiais e linhas de desejo, através, por exemplo, da consciencialização do público.

## Em meio urbano
A imagem dos caminhos criados pelos peões é para alguns uma metáfora para a luta entre a terra e o betão, o anarquismo, o design intuitivo ou a sabedoria das multidões.
No planeamento urbano, o conceito de linhas de desejo pode ser usado para análise de tráfego e percursos. Por exemplo, a sua utilização foi feita durante o Estudo de Transportes Públicos de Chicago em 1959 para descrever as escolhas feitas entre a ferrovia e o metro.

## Em outros contextos
No design de software, o termo é usado para descrever as ações realizadas por alguns utilizadores de forma a contornar as limitações do software que usam. Um exemplo representativo é o Twitter, que "abriu" uma série de linhas de desejo integrando-as no serviço, incluindo citações, hashtags e discussões em grupo.